# 巧塘鱧
巧塘鱧（学名：Calumia godeffroyi）为塘鱧科巧塘鱧屬下的一个种。